# Вулиця Івана Франка (Сіверськодонецьк)
Ву́лиця Івана Франка — вулиця у Сіверськодонецьку.
Довжина 1 040 метрів. Починається від Центрального проспекту, перетинається з вулицями, вулицями Єгорова, Миколи Амосова, Донецькою і Лісною. Закінчується на перетині з Лисичанською вулицею.
Забудована переважно багатоповерховими будинками, але після перетину з вулицею Лісною по парній стороні вулиці йде одноповерхова забудова. З вулицею межує другий міський стадіон «Будівельник», який наразі не функціонує. Свого часу він був базовим для команди Молнія.

## Галерея

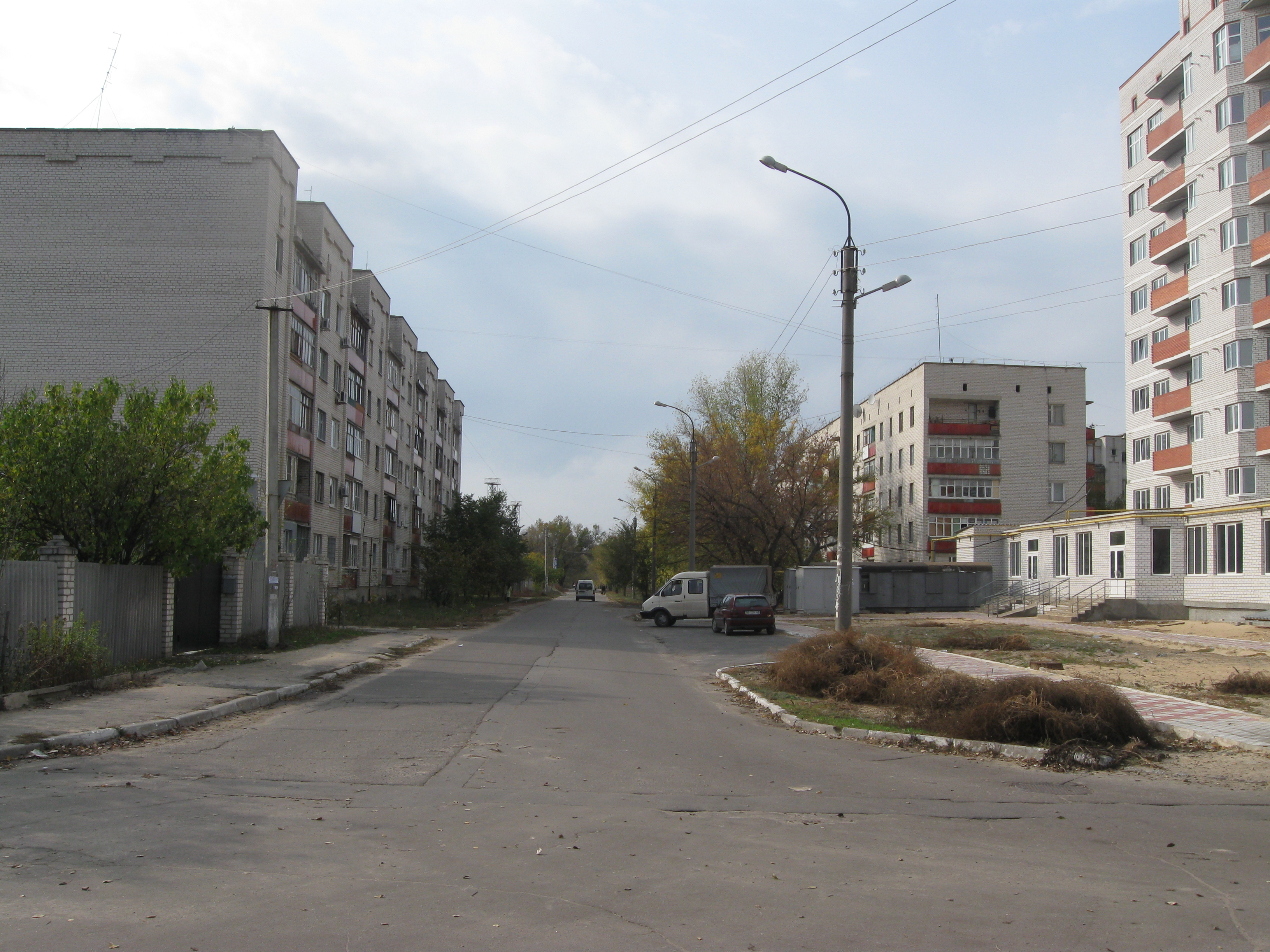
Вигляд з вулиці Лисичанської